# Viira (Muhu)
Viira – wieś w Estonii, w prowincji Sarema, w gminie Muhu.